# Haima 2
Haima 2 — субкомпактный хетчбэк, выпускавшийся китайской компанией Haima с 2009 по 2015 год.

## Описание
Стиль Haima 2 сильно напоминает второе поколение Mazda2, и его легко можно принять за продукт Mazda с точки зрения дизайна. Автомобиль оснащался двигателями Mitsubishi 4A90 объёмом 1,3 л и Mitsubishi 4A91 объёмом 1,5 л, каждый из которых сочетался в паре с пятиступенчатой механической или же с шестиступенчатой автоматической трансмиссией Getrag. Ценовой диапазон варьировался от 53900 до 68900 юаней.

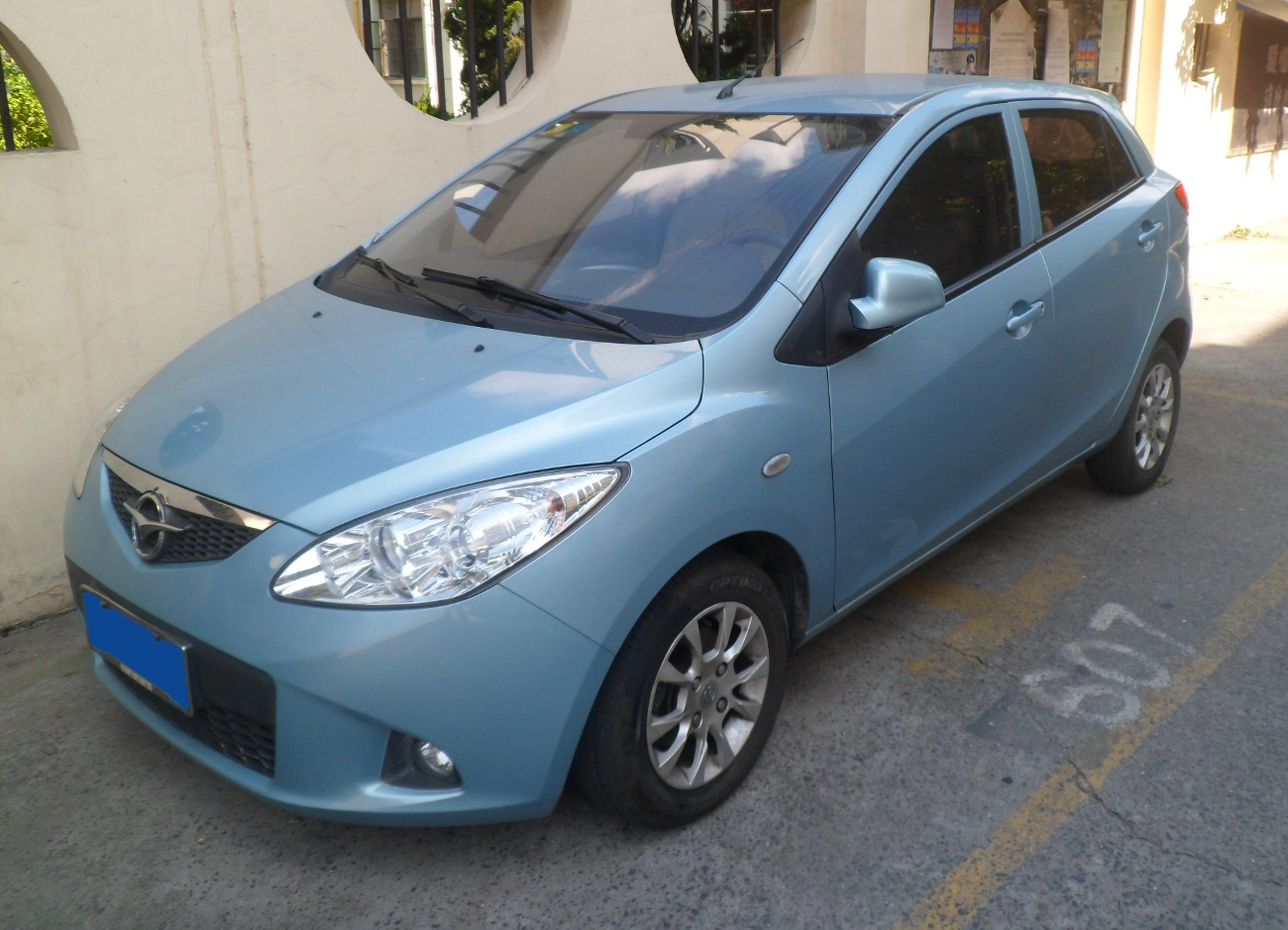
Вид спереди
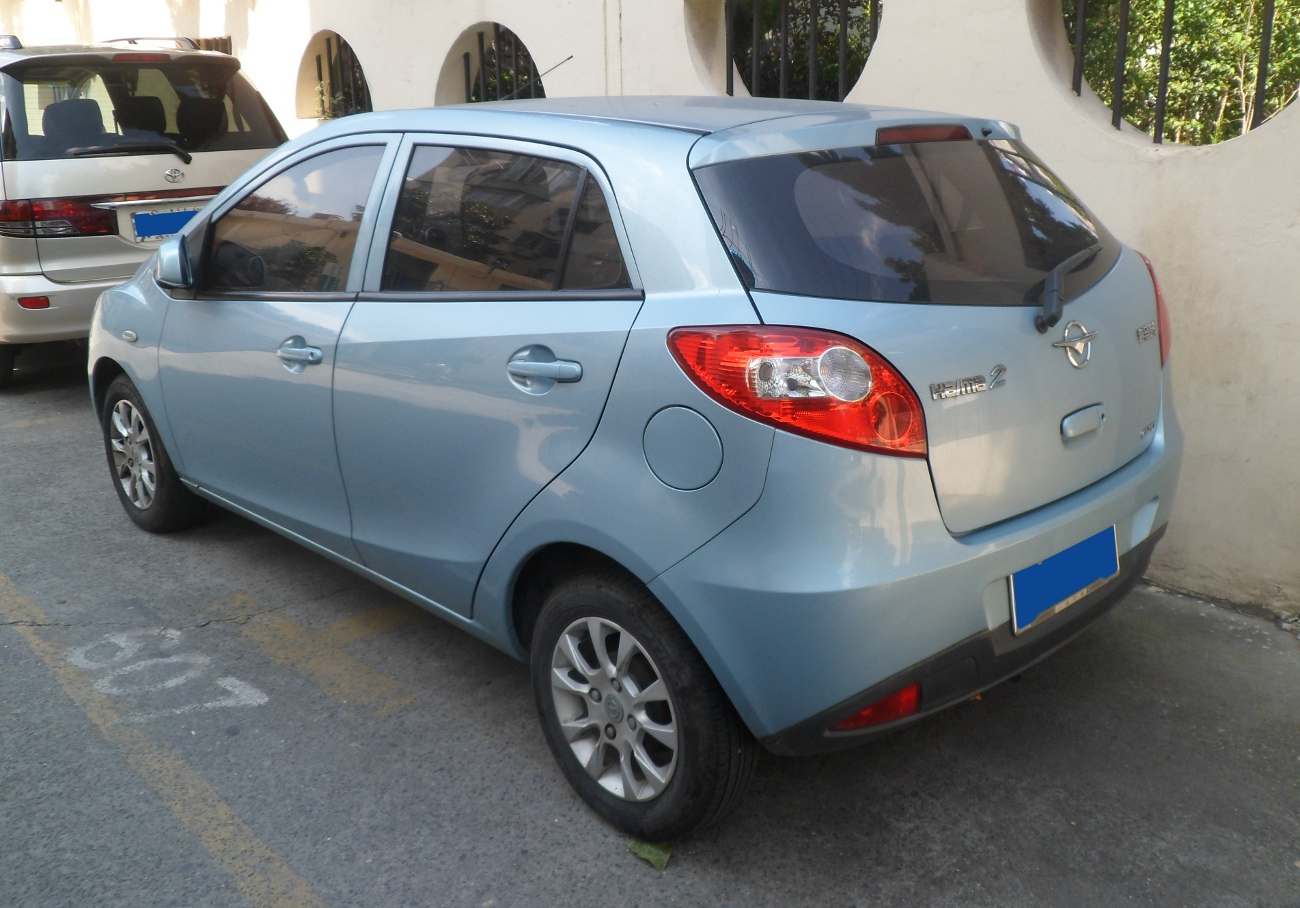
Вид сзади

### Фейслифтинг (2013)
Haima 2 прошёл фейслифтинг в 2013 году. Изменения коснулись бамперов.

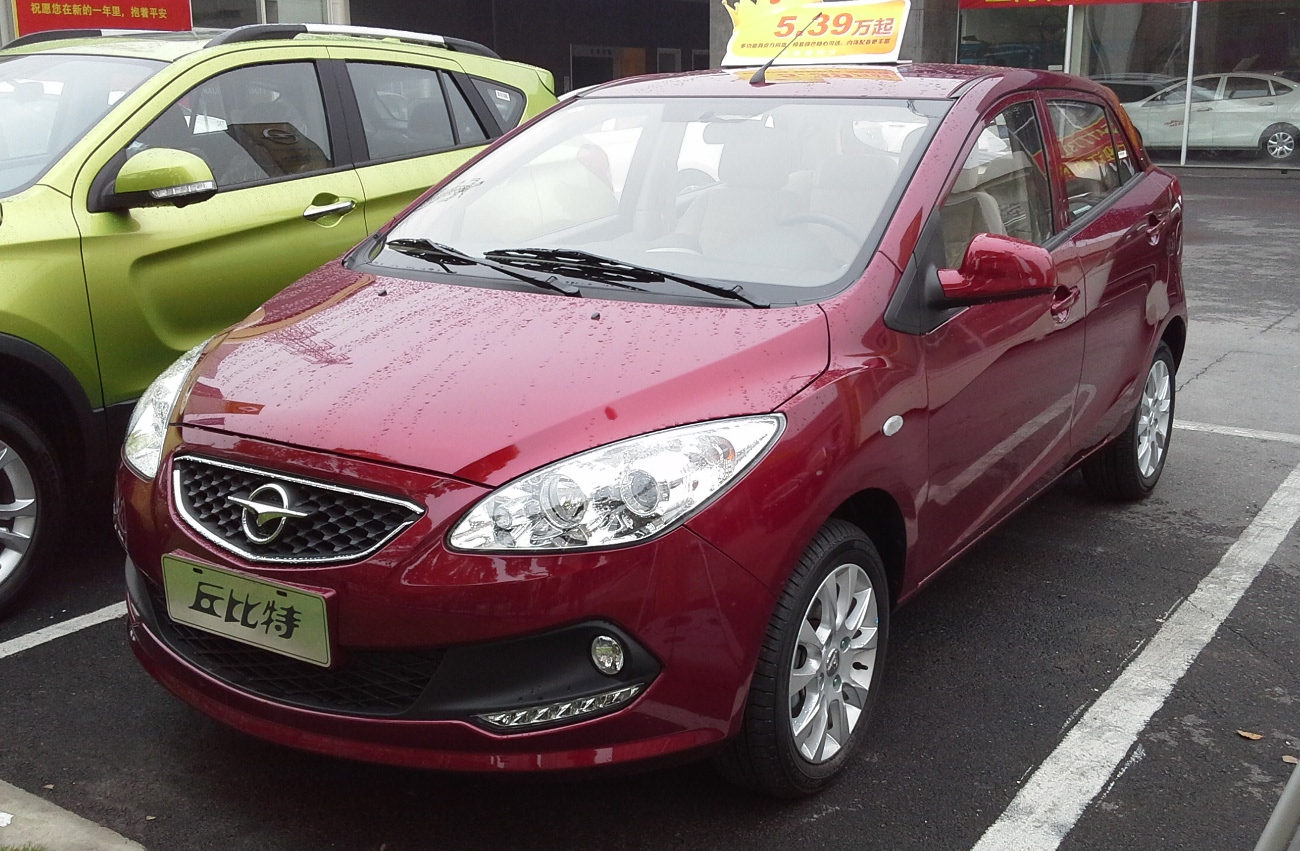
Вид спереди
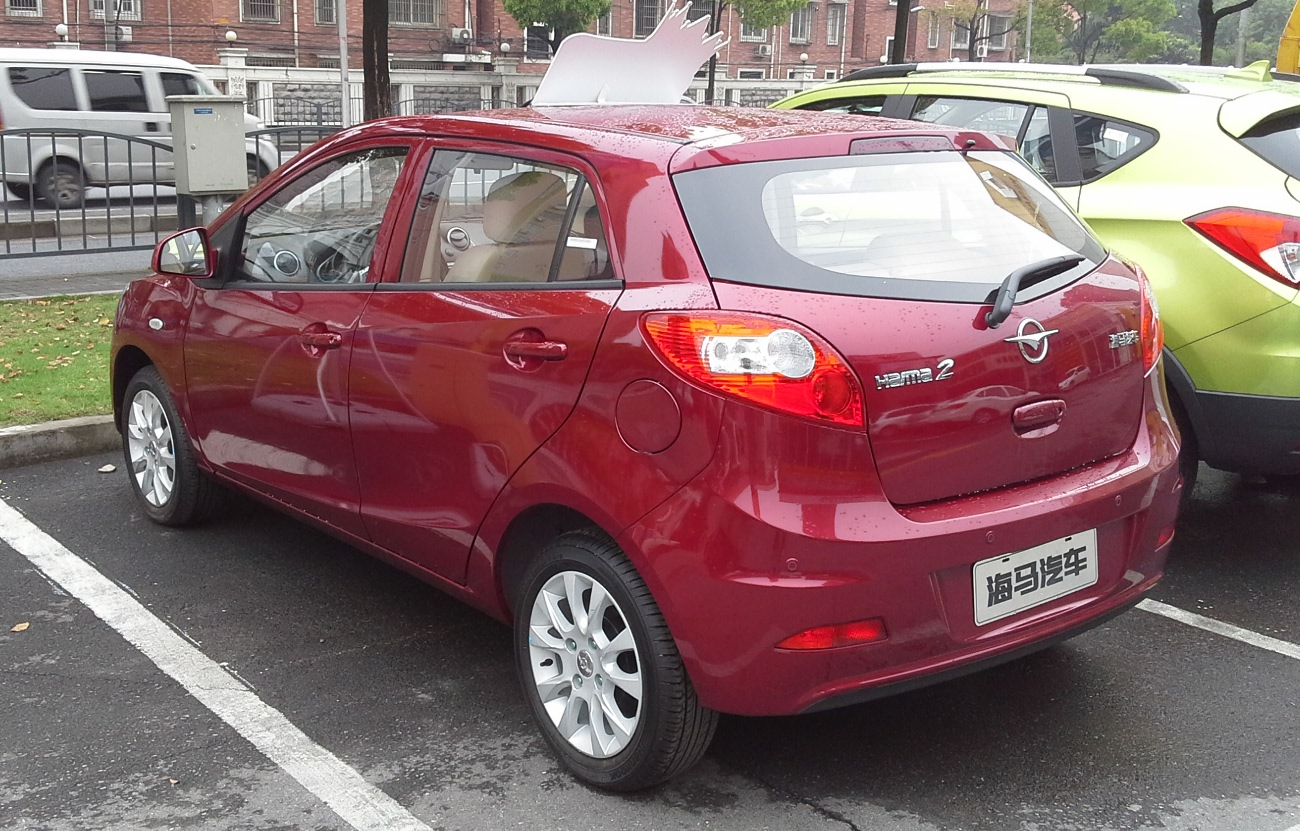
Вид сзади